# Hygroskopi
Hygroskopisk er en betegnelse for stoffer der nemt optager vanddamp fra omgivelserne. Der findes mange materialer som er hygroskopiske, f.eks. træ, honning, ethanol, koncentreret svovlsyre og koncentreret natriumhydroxid.

## Anvendelse
Et eksempel på udnyttelse af denne egenskab er affugtning af luften i campingvogne. Til dette formål benyttes kalciumklorid (CaCl2), der kan optage vand og danne hydratet CaCl2 * 6 H2O.
Hygroskopi spiller en vigtig rolle for materialers holdbarhed, specielt for materialer der er sammensat af andre materialer, som hver for sig ikke er lige hygroskopiske.
I et kemilaboratorium er det specielt vigtigt at opbevare hygroskopiske stoffer i fugtfrie omgivelser. Når stofferne optager fugt øges deres masse, og ved afvejning af stofferne får man derfor et forkert mål for hvor meget stof der er afvejet.
Nogle stoffer, som f.eks. kalciumklorid er så hygroskopiske, at de på sigt kan optage så meget vand, at de selv opløses i det.
| Kemi | Spire Denne artikel om kemi er en spire som bør udbygges. Du er velkommen til at hjælpe Wikipedia ved at udvide den. |